# Skárttoaivi
Skárttoaivi är ett högfjäll som ligger i Kebnekaiseområdet.
Fjället når 1744 m ö.h. och är beläget söder om Kebnekaisemassivet.